# Ptericoptini
Los ptericoptinos (Ptericoptini) son una tribu de coleópteros crisomeloideos de la familia Cerambycidae.

## Géneros
Tiene los siguientes géneros:
- Xylariopsis[1]